# نراد ترکی
نراد ترکی (نام علمی: Abies bornmuelleriana) نام یک گونه از سرده نراد است.